# Acinodendron paniculatum
Acinodendron paniculatum là một loài thực vật có hoa trong họ Mua. Loài này được (Mart. & Schrank ex DC.) Kuntze mô tả khoa học đầu tiên năm 1891.